# Ambassade de France aux Philippines et en Micronésie
L'ambassade de France aux Philippines est la représentation diplomatique de la République française auprès de la république des Philippines, des États fédérés de Micronésie, de la république des Palaos et de la république des îles Marshall. Ces trois derniers pays appartiennent à la région de Micronésie. L'ambassade est située à Manille, la capitale des Philippines, et son ambassadrice est, depuis 2023, Marie Fontanel.

## Ambassade
L'ambassade est située à Makati City, le centre d'affaires de l'agglomération de Manille, dans le bâtiment « Pacific Star Building », à l'angle des avenues Buendia et Makati. Elle accueille aussi une section consulaire. Le service économique de l'ambassade est situé dans le bâtiment Rufino Pacific Tower.

## Ambassadeurs de France aux Philippines
| De   | À    | Ambassadeur                   |
| ---- | ---- | ----------------------------- |
| 1946 | 1949 | Gaston Willoquet              |
| 1949 | 1953 | Lucien Colin                  |
| 1953 | 1956 | Jean Brionval                 |
| 1956 | 1960 | Georges Cattand               |
| 1960 | 1963 | François Brière               |
| 1963 | 1964 | Émile de Curton               |
| 1964 | 1967 | Ghislain Clauzel              |
| 1967 | 1969 | Olivier Lange                 |
| 1969 | 1973 | Pierre Revol                  |
| 1973 | 1976 | Charles de Lestrange          |
| 1976 | 1980 | Raphaël Touze                 |
| 1980 | 1983 | Albert Treca                  |
| 1983 | 1984 | Philippe Olivier              |
| 1984 | 1987 | Jacques Leclerc               |
| 2000 | 1991 | Jacques Le Blanc              |
| 1991 | 1994 | Olivier Gaussot               |
| 1994 | 1998 | Samuel Le Caruyer de Beauvais |
| 1998 | 2002 | Gilles Chouraqui              |
| 2002 | 2005 | Renée Sillon-Veyret           |
| 2005 | 2008 | Gérard Chesnel                |
| 2008 | 2012 | Thierry Borja de Mozota       |
| 2012 | 2015 | Gilles Garachon               |
| 2015 | 2017 | Thierry Mathou                |
| 2017 | 2020 | Nicolas Galey                 |
| 2020 | 2023 | Michèle Boccoz                |
| 2023 | auj. | Marie Fontanel                |

## Relations diplomatiques

### États fédérés de Micronésie
Territoire autonome en libre association avec les États-Unis depuis 1979, les États fédérés de Micronésie deviennent une république indépendante le 3 novembre 1986 et membre des Nations unies le 17 septembre 1991, même si la politique étrangère, la défense et la sécurité continuent de dépendre des États-Unis, qui possèdent une ambassade à Palikir. Les relations avec la France restent peu significatives. Néanmoins, depuis 1993, l'ambassadeur de France à Suva, puis à Manille, est accrédité auprès du président des États fédérés de Micronésie.

### République des îles Marshall
Territoire autonome en libre association avec les États-Unis depuis 1979 après leur refus d'intégrer les États fédérés de Micronésie, les Îles Marshall deviennent une République indépendante le 21 octobre 1986 et membre des Nations unies en 1991, même si la politique étrangère, la défense et la sécurité continuent de dépendre des États-Unis, qui possèdent une ambassade à Majuro. Les relations avec la France restent peu significatives. Néanmoins, depuis 1992, l'ambassadeur de France à Suva, puis à Manille, est accrédité auprès du Président des îles Marshall.

### République des Palaos
Territoire autonome en libre association avec les États-Unis depuis 1978 après leur refus d'intégrer les États fédérés de Micronésie, les Palaos deviennent une République indépendante le 1er octobre 1994 et membre des Nations unies le 15 décembre 1994, même si la politique étrangère, la défense et la sécurité continuent de dépendre des États-Unis. Les relations avec la France restent peu significatives. Néanmoins, depuis 1997, l'ambassadeur de France à Manille, est accrédité auprès du Président des Palaos.

## Consulats
Outre la section consulaire de Manille, il existe un consul honoraire Michael Lhuillier exerçant à Cebu. En outre, un consul honoraire exerce dans chacun des territoires dépendant de l'ambassade :  Jennifer Hawley à Majuro (îles Marshall), Ngiraibelas Tmetuchl à Koror (Palaos) et à Kolonia (État de Pohnpei, aux États fédérés de Micronésie).

### Communauté française
Au 31 décembre 2016, 3 034 Français sont inscrits sur le registre consulaire de Manille.
| 2001  | 2002  | 2003  | 2004  |
| ----- | ----- | ----- | ----- |
| 1 137 | 1 198 | 1 335 | 1 351 |

| 2005  | 2006  | 2007  | 2008  |
| ----- | ----- | ----- | ----- |
| 1 322 | 1 501 | 1 639 | 1 743 |

| 2009  | 2010  | 2011  | 2012  |
| ----- | ----- | ----- | ----- |
| 1 790 | 1 956 | 2 272 | 2 371 |

| 2013  | 2014  | 2015  | 2016  |
| ----- | ----- | ----- | ----- |
| 2 507 | 2 781 | 2 926 | 3 034 |

### Circonscriptions électorales
Depuis la loi du 22 juillet 2013 réformant la représentation des Français établis hors de France avec la mise en place de conseils consulaires au sein des missions diplomatiques, les ressortissants français de la circonscription consulaire des Philippines élisent pour six ans trois conseillers consulaires. Ces derniers ont trois rôles : 
1. ils sont des élus de proximité pour les Français de l'étranger ;
2. ils appartiennent à l'une des quinze circonscriptions qui élisent en leur sein les membres de l'Assemblée des Français de l'étranger ;
3. ils intègrent le collège électoral qui élit les sénateurs représentant les Français établis hors de France.

Pour l'élection à l'Assemblée des Français de l'étranger, les Philippines et les Palaos appartenaient jusqu'en 2014 à la circonscription électorale de Bangkok, comprenant aussi la Birmanie, le Brunei, le Cambodge, l'Indonésie, le Laos, la Malaisie, Singapour, la Thaïlande, le Timor oriental et le Viêt Nam, et désignant trois sièges. En revanche, les États fédérés de Micronésie et les Îles Marshall appartenaient à la circonscription électorale de Sydney, comprenant l'ensemble des États de l'Océanie (sauf Palaos) et désignant aussi trois sièges. Les Philippines, la Micronésie, les Îles Marshall et les Palaos appartiennent désormais à la circonscription électorale « « Asie-Océanie » dont le chef-lieu est Hong Kong et qui désigne neuf de ses 59 conseillers consulaires pour siéger parmi les 90 membres de l'Assemblée des Français de l'étranger.
Pour l'élection des députés des Français de l’étranger, les Philippines, les Palaos, les États fédérés de Micronésie et les Îles Marshall dépendent de la 11e circonscription.